# Kościół Najświętszej Maryi Panny Różańcowej we Wrocławiu
Kościół Najświętszej Maryi Panny Różańcowej we Wrocławiu – kościół parafialny na wrocławskim osiedlu Złotniki. 
W wyniku erygowania w maju 2003 roku nowej rzymskokatolickiej parafii pw. Najświętszej Maryi Panny Różańcowej postanowiono wybudować dla niej świątynię przy działce na ul. Wielkopolskiej. Kościół udało się oddać do użytku już w sierpniu 2005 roku, kiedy to J. Em. Ks. Kard. Joachim Meisner z Kolonii dokonał jego poświęcenia (konsekracji).
Kościół o zwartej bryle, z dachem dwuspadowym pokrytym czerwoną dachówką, został usytuowany na osi północ-południe. Od strony północnej wydzielona została zakrystia oraz pomieszczenia gospodarcze. Świątynia posiada dwa wejścia: główne, z kruchtą od południa, oraz boczne od wschodu. Na zewnątrz ponad wejściem głównym umieszczono duży krzyż.
Nawa główna z kolumnami oraz ławkami znajduje się niżej niż prezbiterium, gdzie umieszczono prostą mensę ołtarzową. Na ścianie, ponad tabernakulum, umieszczono obraz Najświętszej Maryi Panny Różańcowej wewnątrz promieniście rozchodzących się ornamentów. Po prawej stronie znajduje się obraz „Jezu, ufam Tobie”, natomiast po lewej obraz bł. Jana Pawła II oraz chrzcielnica.
Nad wejściem głównym znajduje się chór z organami, miejscem dla organisty oraz wiernych.
Obok kościoła, od wschodu, wybudowano plebanię, a od zachodu znajduje się parking oraz ogrodzone boisko.